# RMS Empress of Canada
RMS Empress of Canada var ett oceangående passagerarfartyg som sjösattes 18 augusti 1920. Det byggdes av Fairfield Shipbuilding & Engineering Company i Glasgow och levererades till Canadian Pacific Steamships (CP). Fartyget gick i trafik mellan Kanadas västkust och Fjärran Östern. Under andra världskriget byggdes fartyget om till trupptransportfartyg. 1943 torpederades fartyget av en italiensk ubåt söder om Västafrika.

## Historia
Empress of Canada påbörjade sin jungfruresa den 5 maj 1922. Resan gick via Panamakanalen till Vancouver i British Columbia, som blev hennes registreringshamn.

### Kanto-jordbävningen
Den 24 september 1923 anlöpte fartyget Tokyos hamn tre dagar efter den stora Kanto-jordbävningen. Brand hade utbrutit och nästan alla hus var byggda i trä. 40 procent av staden hade förstörts och 140 000 människor omkommit. Räddningsinsatser leddes av den brittiska konsuln från ett annat kanadensiskt fartyg. Empress of Canada tog ombord 587 européer, 31 japaner och 362 kineser och förde dem i säkerhet till den japanska staden Kobe.

### Meher Babas resa
Den indiska gurun Meher Baba gjorde en resa till USA och Kanada på 1930-talet. Den 12 januari 1935 gick han ombord på Empress of Canada i Vancouver. Resan gick via Honolulu (17 januari) och Shanghai (31 januari) till Kowloon (3 februari) där han bytte till ett fartyg med destination Indien.

## Andra världskriget
Efter andra världskrigets utbrott 1939 byggdes Empress of Canada om till trupptransportfartyg. Den första resan med australiska och nyzeeländska armékåren (Anzac) startade från Wellington den 6 januari 1940 och fartyget anlände till Aden den 8 februari. Soldaterna debarkerade i Egypten. Därefter följde flera Anzac-transporter. Fartyget lyckades smita från tyska ubåtskaptener i tre år och blev känt som Fantomfartyget. I mars 1943 avseglade Empress of Canada från Durban i Sydafrika med destination Storbritannien. Ombord fanns 1 346 personer varav 499 italienska krigsfångar och många grekiska och polska flyktingar. Vid midnatt den 13 mars träffades fartyget av en torped 350 sjömil söder om Kap Palmas i Liberia, avfyrad från den italienska ubåten Leonardo da Vinci. 392 människor omkom och 954 kunde räddas av tre jagare och lastfartyget Corinthian.